# Port lotniczy Trujillo
Port lotniczy Trujillo (IATA: TJI, ICAO: MHTJ) – międzynarodowy port lotniczy zlokalizowany w honduraskim mieście Trujillo.